# Francis Maude
Francis Maude (ur. 4 lipca 1953 w Abingdon) – brytyjski polityk, działacz Partii Konserwatywnej. Od 12 maja 2010 zasiada w rząd Davida Camerona, gdzie pełni funkcję szefa Urzędu Gabinetu (co stanowi brytyjski odpowiednik szefa Kancelarii Premiera w wielu innych państwach, np. w Polsce). Choć formalnie nie jest członkiem gabinetu, decyzją premiera ma prawo stałego uczestnictwa w jego posiedzeniach.
Jest synem Angusa Maude'a, wieloletniego członka Izby Gmin i ministra w pierwszym rządzie Margaret Thatcher. Ukończył studia na University of Cambridge, a następnie podjął praktykę prawniczą, specjalizując się w prawie karnym. Karierę polityczną rozpoczął w 1983, kiedy to po raz pierwszy został wybrany do parlamentu. W 1985 został jednym z whipów partii rządzącej, a od 1987 zasiadał w rządzie jako jeden z tzw. junior ministers (ministrów niewchodzących w skład gabinetu, porównywalnych z polskimi wiceministrami). W tym okresie pracował m.in. w resorcie spraw zagranicznych, gdzie podlegały mu kwestie integracji europejskiej. Po przejęciu sterów rządów przez Johna Majora został sekretarzem finansowym skarbu (trzecim najważniejszym politykiem w resorcie finansów).
W wyborach w 1992 nie zdołał obronić swego mandatu parlamentarnego i tym samym znalazł się poza głównym nurtem polityki. Szybko odnalazł się w biznesie, gdzie pracował na kierowniczych stanowiskach w bankach inwestycyjnych. W 1997 odzyskał miejsce w Izbie Gmin, choć w innym okręgu wyborczym. Bardzo szybko trafił do gabinetu cieni, gdzie najpierw odpowiadał za kwestie kultury, mediów i sportu, później był "cieniem" kanclerza skarbu, a następnie ministra spraw zagranicznych. Podczas wyborów nowego lidera Partii Konserwatywnej w 2001 kierował nieudaną kampanią Michaela Portillo. Wybory wygrał Iain Duncan Smith, z którym Maud odmówił bliższej współpracy, wybierając rolę backbenchera.
Maud powrócił na partyjne szczyty w 2005, gdy na czele konserwatystów stanął David Cameron, który powierzył mu rolę przewodniczącego partii (co odpowiada obowiązkom sekretarza generalnego w partiach z Europy kontynentalnej). W 2007 został "cieniem" szefa Urzędu Gabinetu, przy czym jego faktyczna rola polegała na kierowaniu działaniami mającymi zapewnić, iż partia będzie dobrze przygotowana do przyszłego przejęcia władzy.
Po zwycięstwie w wyborach w 2010 roku i utworzeniu koalicyjnego rządu konserwatystów i Liberalnych Demokratów, Maude przejął polityczne kierownictwo w Urzędzie Gabinetu, będącym najbliższym zapleczem dla premiera. Otrzymał również dodatkowo funkcję Paymaster-General.
Jest żonaty i ma troje dzieci.